# Giulio Carlo Argan
Giulio Carlo Argan (Turín, 17 de mayo de 1909 - Roma, 12 de noviembre de 1992), fue un historiador y crítico de arte italiano, fue uno de los mayores eruditos y pensadores del siglo XX. Inspector de los museos del Estado y profesor de historia del arte en las universidades de Palermo y de Roma, de cuya ciudad fue alcalde por el Partido Comunista (1976-1979), su actividad en la promoción y difusión del arte contemporáneo durante la posguerra fue muy intensa.
En su abundante bibliografía, los análisis de la historia de la arquitectura (Arquitectura barroca en Italia, 1957), las monografías de artistas (Botticelli, 1957) y los ensayos diversos (El arte del siglo XX, 1977) reflejan su interpretación conceptual de la obra de arte.

## Obra
- Walter Gropius e la Bauhaus, Turín, 1951
- Studi e note, Roma, 1955
- Salvezza e caduta nell'arte moderna, Milán, 1964
- Progetto e destino, Milán, 1965
- Storia dell'arte italiana, vols. I-III, Florencia, 1968 (1978)
- Storia dell'arte come storia della città, Roma, 1983
- Da Hogarth a Picasso, Milán, 1983
- Classico anticlassico, Milán, 1984
- Immagine e persuasione, Milán, 1986
- Progetto e oggetto. Scritti sul design, Milán, 2003

## Obras en castellano
- El arte moderno. Del iluminismo a los movimientos contemporáneos, Ediciones Akal, Madrid, 1991, ISBN 978-84-460-0034-1
- Renacimiento y Barroco I. De Giotto a Leonardo da Vinci, Ediciones Akal, Madrid, 1987, ISBN 978-84-7600-243-8
- Renacimiento y Barroco II. De Miguel Ángel a Tiépolo, Ediciones Akal, Madrid, 1988, ISBN 978-84-7600-244-5.

- "El concepto del espacio arquitectónico desde el barroco a nuestros días. Ediciones Nueva Visión, Buenos Aires. 1973